# Юрсхольм
Юрсхольм (швед. Djursholm) — административный центр коммуны Дандерюд в лене Стокгольм в Швеции. Делится на несколько различных областей: Юрсхольм Экеби (северо-запад), Свалнес (северо-восток), Эсби (центр), Берга (юго-запад) и Гамла Юрсхольм («Старый Дюрсхольм», юго-восток).

## История
Был основан в 1889 году, а на следующий год была открыта железнодорожная линия, соединяющая Юрсхольм и Стокгольм. Цены на недвижимость в Юрсхольме самые высокие в стране. Он был спроектирован как город-сад с большими виллами, большинство из которых было построено на рубеже веков. С самого начала элегантные приморские кварталы привлекали многих известных ученых, деятелей культуры и промышленников. Юрсхольм как коммуна отделился от Дандерюд-чёпинга в 1901 году, а в 1914 году получил статус города. В 1971 году коммуны вновь слились, образовав коммуну Дандерюд.
В Юрсхольме находится замок XV века (на фото); часовня, построенная в 1902 году по инициативе архитектора Фредрика Лильеквиста; и Вилла Паули, спроектированная Рагнаром Эстбергом в 1907 году.